# Platystolus ramburi
Platystolus ramburi är en insektsart som först beskrevs av Bolívar, I. 1878.  Platystolus ramburi ingår i släktet Platystolus och familjen vårtbitare. Inga underarter finns listade i Catalogue of Life.